# Fiat C-platform
Het Fiat Type C -chassis is een platform dat is ontwikkeld door de Italiaanse autofabrikant Fiat SpA . ontwikkeld in het begin van de jaren negentig. Deze structuur is modulair en bedoeld voor voertuigen uit de compacte klasse.
Het werd voor het eerst gebruikt in 1995 in de Fiat Bravo en Brava . Een nieuwe generatie van dit platform werd in 2001 uitgebracht voor de Fiat Stilo en afgeleide modellen.  In 2010 creëerde Fiat Group Automobiles, via haar dochteronderneming Alfa Romeo, een nieuw platform ter vervanging van het platform uit 1995. Dit platform bouwde voort op de ervaring die was opgedaan met de Alfa Romeo 147, te beginnen met de nieuwe Alfa Romeo Giulietta en werd Compact genoemd.

## Geschiedenis
Het C-platform werd begin jaren negentig ontwikkeld voor de middelgrote (compacte) voertuigen van de merken van de Fiat Groep. Dit nieuwe platform was de opvolger van de Tipo 2 , die als basis diende voor veel auto's, zoals de tweede serie Lancia Delta, de Alfa Romeo 155, de Fiat Tempra en de Fiat Tipo . Het C-platform maakt het mogelijk om de motor voorin in een dwarsgeplaatste positie te monteren, kenmerkend voor Fiat-auto's sinds 1968, met voorwielaandrijving .

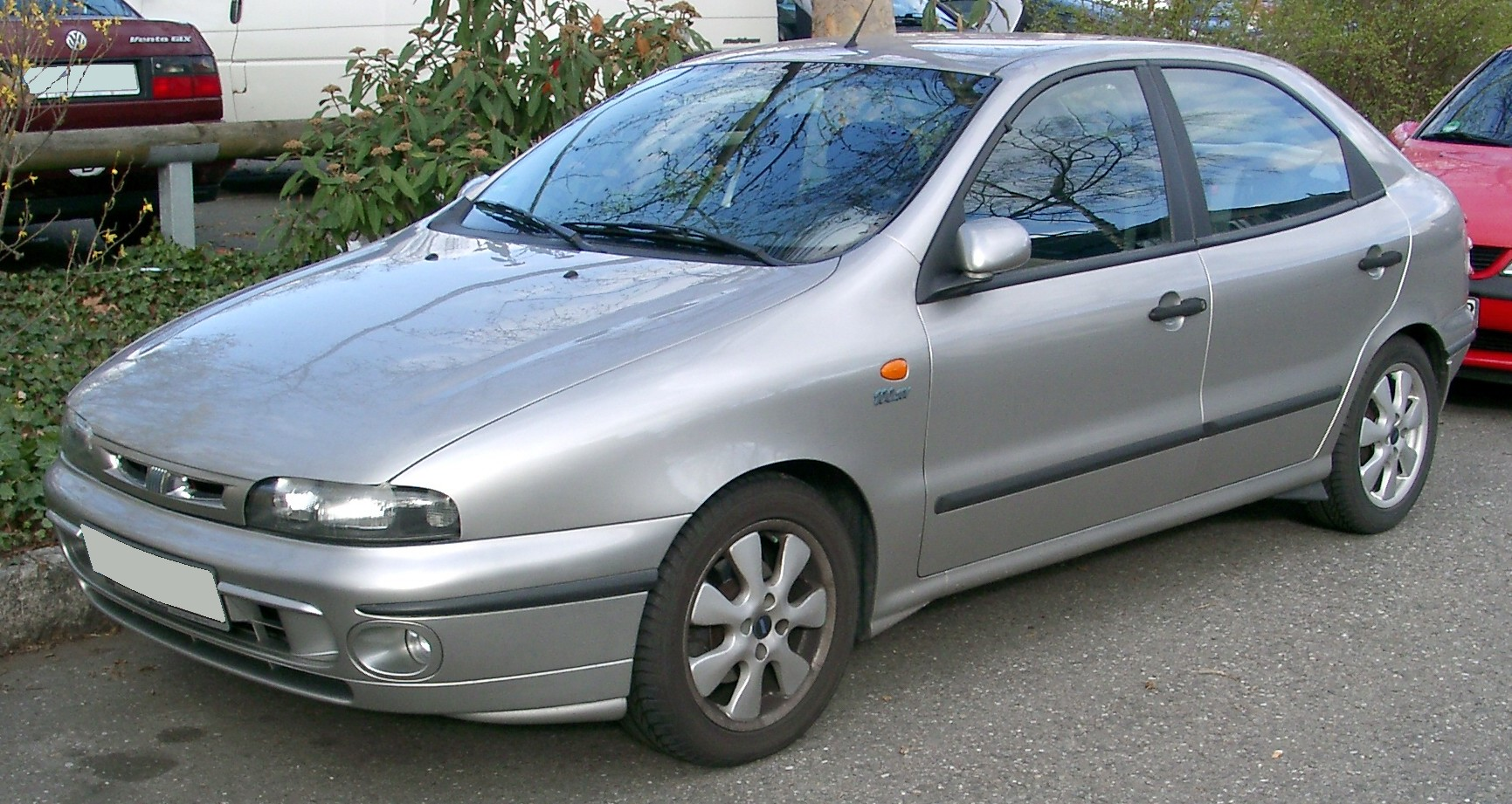
De Fiat Brava is gebaseerd op het C1-platform.

### Eerste generatie C1
De eerste serie heet C1. Het ophangingssysteem is ontworpen met onafhankelijke stuurwielen op de vooras, een telescopische MacPherson-draagarm en onafhankelijke wielen op de achteras met draagarmen, schroefveren en een stabilisatorstang. Dit nieuwe platform werd voor het eerst in 1995 gebruikt in de voertuigen Fiat Bravo en Brava.
In 1998 werd voor de Fiat Multipla  een geheel herziene versie van de carrosserie gelanceerd onder de naam C1 Sandwich, die werd gekenmerkt door een zeer brede vloerstructuur die leek op een bakwagen.
Om de actieve veiligheid van de drie voorpassagiers in de Multipla te waarborgen, kon de motor bij een zware frontale botsing niet naar het passagierscompartiment toe bewegen, maar werd deze onder het passagierscompartiment geschoven.
De motoren konden benzine-, diesel- of dual-fuelmotoren zijn met een cilinderinhoud tot 2,5 liter, 5 cilinders en een versnellingsbak met 6 versnellingen vooruit die aan de motor gekoppeld was.
Voor de Lancia Lybra onderging het platform een eerste aanpassing met een verlengde wielbasis en een aangepaste ophanging met geleide draagarmen op de achteras.
Ook de Alfa Romeo 156, 147 en GT -modellen kregen ingrijpende wijzigingen, waarbij de ophanging werd verfijnd met vierkante verbindingen op de vooras en een "driebladige kern" die vergelijkbaar was met die van de Lancia Delta HF Integrale op de achteras.
- Fiat Bravo
- Fiat Brava
- Fiat Marea
- Fiat Marea Weekend
- Fiat Marengo (Marea commercieel)
- Fiat Multipla ( C1 sandwichversie )
- Alfa Romeo 156 [4][5][6][7][8][9]
- Alfa Romeo 147
- Alfa Romeo GT
- Lancia Lybra [10]

### Tweede generatie: C2
De tweede generatie van het C-Type-platform, C2 genaamd, begon in 2001 met de nieuwe Fiat Stilo . De eerste ontwikkelingen van dit nieuwe platform, dat volledig vernieuwd was ten opzichte van het oude C1, begonnen in 1998. De specificaties vereisten een zeer flexibele structuur die zich aan veel soorten voertuigen kon aanpassen, van compacte middenklassers tot gezinsauto's of stationwagens, en ook aan middelgrote 'premium'-auto's zoals de Lancia Delta (2008) die in 2008 werd gelanceerd  . Het ophangingssysteem bestaat uit een MacPherson-radiaalwiel aan de voorzijde en een torsie-as aan de achterzijde.

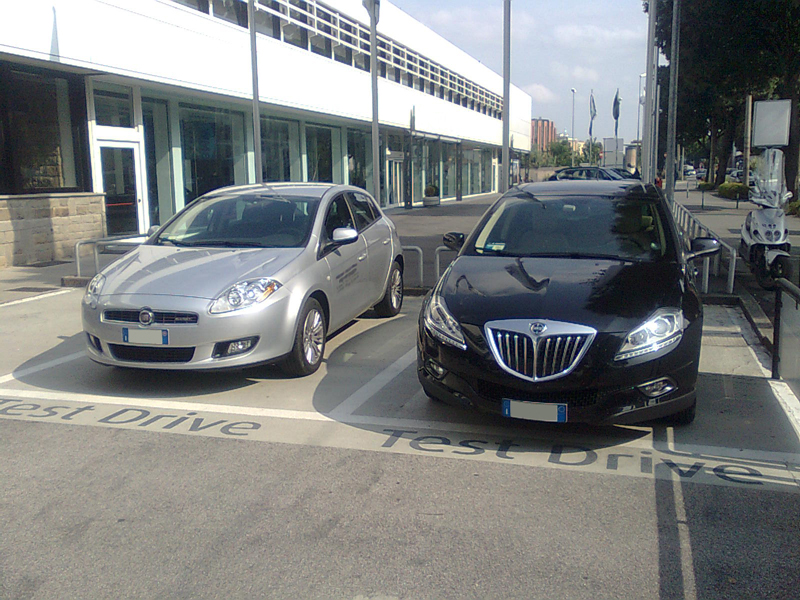
De Lancia Delta en de Fiat Bravo hebben hetzelfde C2-chassis.

Het chassis van de C2 is aanzienlijk stijver dan dat van de C1 en heeft de modellen bij de Euro NCAP- crashtests minimaal 4 sterren, maar meestal 5 sterren opgeleverd. De motor is dwars voorin geplaatst en voedt de gestuurde en aangedreven voorwielen. Dit chassis is ontworpen voor het gebruik van mechanische 5- en 6-versnellingsbakken en gerobotiseerde automatische transmissies van Magneti Marelli Dualogic of Aisin Sportronic.
De motoren die op deze chassis worden gebruikt, zijn voornamelijk de Fiat 1.9 Multijet -dieselmotoren, daarna de 1.4 FIRE en T-Jet, de 1.6 en 1.8 16V die geproduceerd worden in de Fiat FMA (Fabbrica Motori Avellino)-fabriek in Pratola Serra, de 2.4 5-cilinder 20-kleppen en de gloednieuwe 1.8 T-Jet met directe injectie, evenals de Fiat 1.6 en 2.0 Multijet-dieselmotoren. In 2008 werd de 1.9 Twin Stage Bi-Turbodieselmotor met 190 pk en 400 Nm koppel gehomologeerd zonder enige wijziging aan het chassis, dat het enorme koppel van deze Multijet-motor ruimschoots kon weerstaan. Het C2-platform wordt geproduceerd in de fabriek van Fiat Cassino.
Gebruik van het C2-platform:
- Fiat Stilo
- Fiat Stilo Multiwagon
- Fiat Bravo (2007)
- Lancia Delta (2008)